# Varieté Leicht
Das Varieté Leicht war eine Kleinkunstbühne im Wiener Wurstelprater.
In der Restauration traten über Jahrzehnte renommierte deutschsprachige Künstler auf, von Sängern wie Paul O’Montis über Schauspieler wie Alexander Moissi, Werner Krauß, Hans Moser, Paula Wessely oder Paul Morgan bis hin zu dem Fußballer und Sänger Karl Sesta.

## Geschichte
Die Gebrüder Leicht übernahmen das Varieté im Jahr 1895. Das Bauwerk brannte wie fast der gesamte Wurstelprater 1945 nieder, was aber nicht das Ende des Varietés bedeutete. 1946 übernahm der Volkssänger Carl Haslinger nach dem Tod von Wilhelm Leicht – Ferdinand Leicht war schon 1922 verstorben – die Conference in dem Varieté, aus dem später das Neue Pratervarieté wurde.

## Nachwirkung
Seit 1963 ist der Leichtweg im Volksprater nach dem Varieté bzw. der namengebenden Familie – Ferdinand Leicht senior und junior sowie Wilhelm Leicht – benannt. Plakate des Varietés aus den Jahren 1946 und 1947 befinden sich in der Wienbibliothek im Rathaus.